# 伊藤遊
伊藤 遊（いとう ゆう、1959年 - ）は日本の児童文学作家。本名、伊藤 恭子。

## 略歴
京都府京都市生まれ。立命館大学文学部史学科卒業。京セラ（株）勤務を経て、児童文学作家へ。北海道札幌市在住。

## 主な受賞歴
- 1996年「なるかみ」 児童文学ファンタジー大賞佳作賞
- 1997年「鬼の橋」児童文学ファンタジー大賞
- 1997年「フシギ稲荷」第6回小川未明文学賞優秀賞
- 2002年「えんの松原」産経児童出版文化賞、第35回日本児童文学者協会新人賞
- 2004年「ユウキ」第44回日本児童文学者協会賞
- 2012年「きつね、きつね、きつねがとおる」第17回日本絵本賞
- 2013年「狛犬の佐助 迷子の巻」第62回小学館児童出版文化賞、うつのみやこども賞[1]

## 著書
- 『鬼の橋』（太田大八画、福音館書店、福音館創作童話シリーズ） 1998年
- 『えんの松原』（太田大八画、福音館書店、福音館創作童話シリーズ） 2001年
- 『ユウキ』（上出慎也画、福音館書店、福音館創作童話シリーズ） 2003年
- 『つくも神』（岡本順画、ポプラ社、ポプラの森） 2004年
- 『きつね、きつね、きつねがとおる』（岡本順画、ポプラ社、ポプラ社の絵本） 2011年
- 『狛犬の佐助 迷子の巻』（岡本順画、ポプラ社、ノベルズ・エクスプレス） 2013年
- 『となりの蔵のつくも神』 (ポプラ社、ポプラ文庫ピュアフル) 2013年